# Lloyd W. Newton

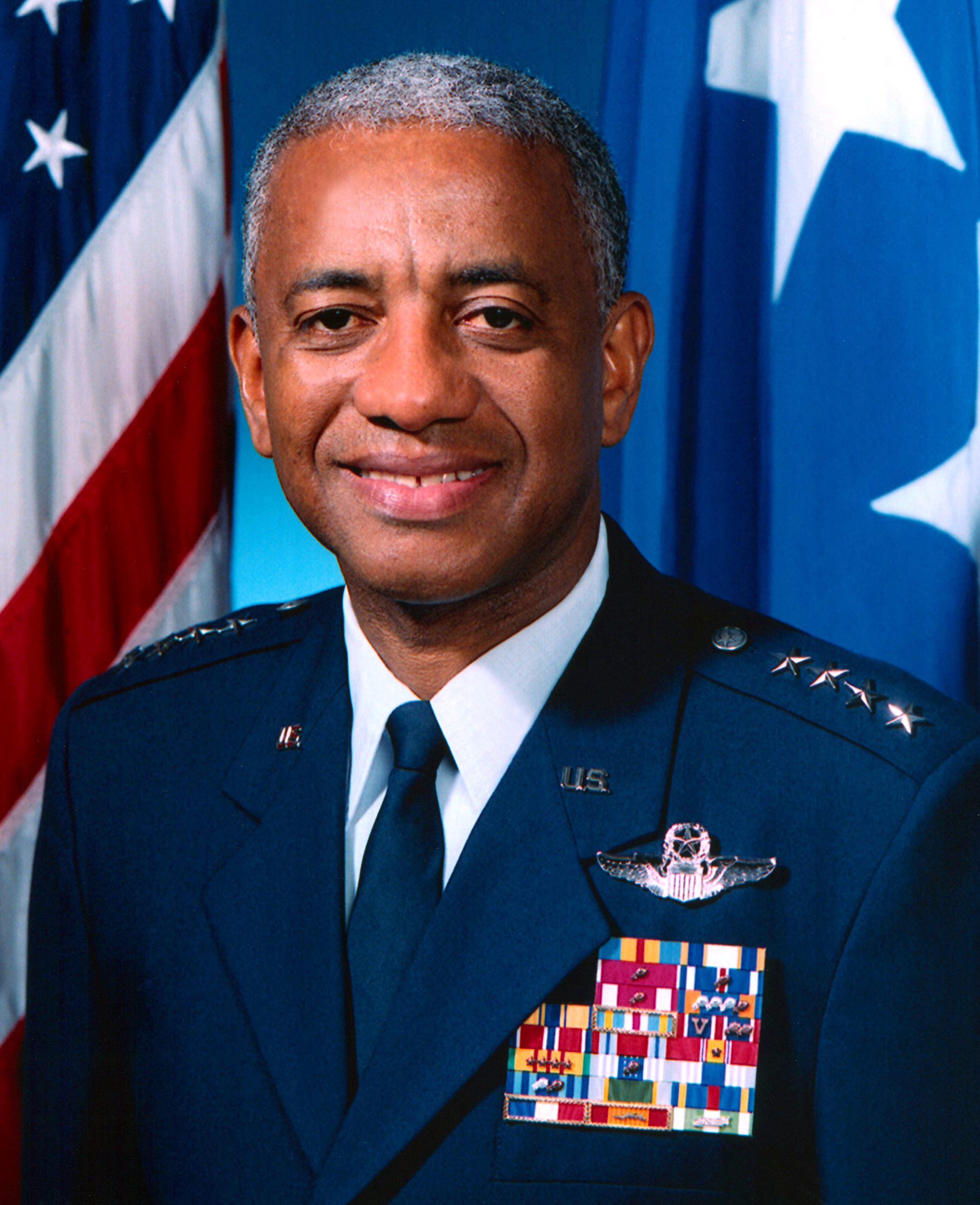
Lloyd W. Newton

Lloyd W. Newton (* 24. Dezember 1942 in Ridgeland, Jasper County, South Carolina) ist ein pensionierter General der United States Air Force. Er war unter anderem Kommandeur des Air Education and Training Commands. In jungen Jahren war er das erste Mitglied der amerikanischen Kunstflugstaffel United States Air Force Thunderbirds mit afro-amerikanischer Herkunft.
Newton besuchte die öffentlichen Schulen seiner Heimat. Über das ROTC-Programm der Tennessee State University gelangte er im Jahr 1966 in das Offizierskorps des United States Air Force. Dort durchlief er anschließend alle Offiziersränge vom Leutnant bis zum Vier-Sterne-General.
Im Lauf seiner militärischen Karriere absolvierte er verschiedene Kurse und Schulungen. Dazu gehörten unter anderem eine Ausbildung zum Kampfpiloten und weitere Fortbildungskurse als Pilot neuer Flugzeugtypen; das Armed Forces Staff College in Norfolk in Virginia und das Industrial College of the Armed Forces in Washington, D.C. Außerdem erhielt er akademische Grade von der George Washington University und der Harvard University.
In seinen frühen Jahren als Offizier der Luftwaffe war er an verschiedenen Stützpunkten in den Vereinigten Staaten stationiert. Dabei war er als Pilot, Flugausbilder oder Stabsoffizier bei unterschiedlichen Einheiten tätig. Dazwischen absolvierte er die erwähnten Schulungen. Zwischen April 1968 und April 1969 war er als Kampfpilot im Vietnamkrieg eingesetzt und auf der Da Nang Air Base in Südvietnam stationiert. Nach einer Pilotenfortbildung auf dem Flugzeugtyp Douglas F4D wurde Lloyd Newton auf die Clark Air Base auf den Philippinen versetzt, wo er zwischen November 1969 und November 1973 als Kampfpilot stationiert war. Zwischen November 1974 und Februar 1978 gehörte er der amerikanischen Kunstfliegerstaffel United States Air Force Thunderbirds an, die auf der Nellis Air Force Base in Nevada stationiert ist. Eine weitere Auslandversetzung führte ihn zwischen Juni 1982 und Juni 1983 zur Kunsan Air Base in Südkorea. Dort gehörte er dem Stab des 8. Taktischen Geschwaders (8th Tactical Fighter Wing) an.
Nach seinem Studium am Industrial College of the Armed Forces in Washington, D.C. gehörte Lloyd Newton zwischen August 1985 und Juli 1988 in unterschiedlichen Funktionen dem Stab des Luftwaffenhauptquartiers an. Anschließend wurde er zur Vance Air Force Base in Oklahoma versetzt, wo er zwischen Juli 1988 und Mai 1989 die 71st Air Base Group kommandierte. Danach kommandierte er auf dem gleichen Stützpunkt bis Mai 1990 das 71. Ausbildungsgeschwader (71st Flying Training Wing). Es folgte eine Versetzung zur Randolph Air Force Base in Texas. Dort erhielt er den Oberbefehl über das 12. Ausbildungsgeschwader (12th Flying Training Wing). Diese Aufgabe nahm er zwischen Mai 1990 und August 1991 wahr. Danach kommandierte er bis zum November 1991 die 833rd Air Division, die auf der Holloman Air Force Base in New Mexico stationiert war. Dort übernahm er im November 1991 das Kommando über das 49. Kampfgeschwader (49th Fighter Wing), das er bis zum Juli 1993 behielt.
Im Juli 1993 wurde Lloyd Newton zum United States Special Operations Command auf die MacDill Air Force Base in Florida versetzt. Dort gehörte er bis Mai 1995 der Stabsabteilung J3 für Operationen dieses Commands an. Danach gehöre er bis zum März 1997 dem Stab des Hauptquartiers der Air Force in Washington, D.C. an. Am 17. März 1997 erhielt er auf der Randolph Air Force Base als Nachfolger von Billy J. Boles das Kommando über das Air Education and Training Command. Dieses Amt bekleidete er bis zum 22. Juni 2000, als Hal M. Hornburg seine Nachfolge antrat. Anschließend schied er aus dem aktiven Militärdienst aus.
Während seiner aktiven Zeit als Militärpilot absolvierte Newton über 4000 Flugstunden auf verschiedenen Flugzeugtypen.
Nach seiner Pensionierung arbeitete Lloyd Newton für die im Bereich Luft- und Raumfahrttechnik agierende Firma Pratt & Whitney, deren Vorstand er bis zum Jahr 2006 angehörte. Im Jahr 2008 unterstützte er die Präsidentschaftskandidatur von Barack Obama. Auf der Democratic National Convention jenes Jahres gehörte er zu einer Gruppe ehemaliger Offizieren der amerikanischen Streitkräfte die Obama aktiv unterstützten.

## Daten der Beförderungen
| Abzeichen | Rang               | Jahr              |
| --------- | ------------------ | ----------------- |
|           | Second Lieutenant  | 23. Mai 1966      |
|           | First Lieutenant   | 12. Dezember 1967 |
|           | Captain            | 12. Juni 1969     |
|           | Major              | 1. Januar 1978    |
|           | Lieutenant Colonel | 1. Oktober 1980   |
|           | Colonel            | 1. Dezember 1983  |
|           | Brigadier General  | 3. August 1991    |
|           | Major General      | 10. August 1993   |
|           | Lieutenant General | 25. Mai 1995      |
|           | General            | 1. April 1997     |

## Orden und Auszeichnungen
Lloyd Newton erhielt im Lauf seiner militärischen Laufbahn unter anderem folgende Auszeichnungen:
- Defense Distinguished Service Medal
- Air Force Distinguished Service Medal
- Legion of Merit
- Distinguished Flying Cross
- Meritorious Service Medal
- Air Medal
- Air Force Commendation Medal
- Air Force Outstanding Unit Award
- Vietnam Service Medal